# Administrativní dělení Madagaskaru
Administrativní dělení Madagaskaru se postupně vyvíjelo až vznikly tři úrovně decentralizované správy. Ta se skládá z regionů (faritra), které se dále dělí na okresy (departemanta) a obce (kaominina).

## Regiony
Regiony na Madagaskaru (faritra) jsou správním celkem nejvyšší úrovně a celkem jich je 22. Jejich přiřazení do zaniklých provincií je následující:
| - provincie Antananarivo (1) Analamanga Bongolava Itasy Vakinankaratra - provincie Antsiranana (2) Diana Sava | - provincie Fianarantsoa (3) Amoron'i Mania Atsimo Atsinanana Matsiatra Ambony Ihorombe Vatovavy-Fitovinany - provincie Mahajanga (4) Betsiboka Boeny Melaky Sofia | - provincie Toamasina (5) Alaotra Mangoro Analanjirofo Atsinanana - provincie Toliara (6) Androy Anosy Atsimo Andrefana Menabe |

## Okresy
Regiony se dále dělí do 114 okresů, z nichž 112 leží na hlavním ostrově a dva (Nosy Be a Nosy Boraha) na přilehlých menších ostrovech.